# Eudoxos aus Kyzikos
Eudoxos aus Kyzikos (altgriechisch Εὔδοξος ὁ Κυζικηνός Eúdoxos ho Kyzikēnós) war im 2. Jahrhundert v. Chr. ein griechischer Seefahrer.
Eudoxos war der Wiederentdecker des Seewegs von Ägypten rund um die Arabische Halbinsel nach Indien. Diese Route befuhr zuvor im Jahr 508 v. Chr. Skylax von Indien her; allerdings ging dessen Wissen wieder verloren. 
Nachdem Ptolemäische Seeleute herausgefunden hatten, dass man jeweils mit dem Monsun im Sommer nach Indien und im Winter wieder zurück segeln konnte, unternahm 118 v. Chr. Eudoxos eine Erkundungsfahrt nach Indien.
Später versuchte er auch, Afrika zu umrunden, wobei er im Mittelmeer startete. Auf dieser Reise kam er bis Marokko, wo sein Schiff verschollen ist. Eine Umfahrung gegen den Uhrzeigersinn war mit den damaligen Schiffen wegen der vielen Gegenströmungen kaum möglich.
Alle Quellenzeugnisse zu seiner Person sind gesammelt in Die Fragmente der griechischen Historiker V, 2206.

## Trivia
Eudoxos ist der Ich-Erzähler in L. Sprague de Camps historischem Roman Die Reisen des Eudoxos (The Golden Wind), in dem es um die Abenteuer von Eudoxos und Hippalos auf deren ersten Seereisen von Ägypten nach Indien geht.